# Guillaume Piron
Pour les articles homonymes, voir Piron.
Pas d'image ? Cliquez ici

a Compétitions nationales et continentales officielles uniquement.

b Matchs officiels uniquement.
Dernière mise à jour le 19 août 2018.
Guillaume Piron, né le 9 avril 1992, est un joueur international belge de rugby à XV  qui a joué au poste de centre à Colomiers rugby (Pro D2) et qui joue actuellement à Blagnac rugby.

## Biographie
Formé à Boitsfort en Belgique, il rejoint le Montpellier Hérault rugby en 2012 chez les espoirs. En mai 2013, il est champion de France espoirs avec Montpellier.
Lors de la saison 2013-2014, il signe à Colomiers rugby (Pro D2) puis il rejoint Blagnac rugby en 2018.

## Palmarès

### En club
- Champion de France espoirs en 2013